# Montazels
Montazels település Franciaországban, Aude megyében. Lakosainak száma 537 fő (2022. január 1.). Montazels Alet-les-Bains, Antugnac, Couiza, Espéraza és Luc-sur-Aude községekkel határos.

## Népesség
A település népessége az elmúlt években az alábbi módon változott:
| Lakosok száma | 399  | 462  | 506  | 486  | 577  | 578  | 560  | 556  | 556  | 537  |
|               | 1968 | 1982 | 1990 | 2006 | 2013 | 2015 | 2017 | 2019 | 2020 | 2022 |